# Nudo de Pasco
El nudo de Pasco es el más importante divisor de aguas del Perú, en sentido opuesto discurren por él el río Huallaga y el Mantaro, el Huaura y el Paucartambo, cuyas aguas están separadas por las cadenas montañosas que se separan en este punto. Así, el río Huallaga divide las cordilleras Occidental, del Huachón y Central; el río Mantaro, en su recorrido inicial, separa las cadenas Central y Occidental, y el Paucartambo hace lo mismo con la cadena Central y los cerros de la Sal.

## Ubicación
El nudo de Pasco se dirige desde las proximidades de la ciudad de Cerro de Pasco hasta el nevado Culebra de la cordillera de Raura, y cuenta con una altitud de 4950 m s.n.m.